# Статистика и рекорды ФК «Анжи»
Данная статья посвящена статистике и рекордам футбольного клуба «Анжи». «Анжи» является российским профессиональным футбольным клубом из Махачкалы. Клуб был основан в 1991 году, был принят во Вторую Лигу ПФЛ в 1992 году. Домашний стадион — «Анжи-Арена», открывшийся в 2013 году. В настоящее время «Анжи» выступает в российской Премьер-лиге, высшем дивизионе российского футбола. Клуб не покидал высший дивизион с 1989 года и никогда не опускался ниже Второго дивизиона. Последнее время клуб выступает в еврокубках, в основном в Лиге Европы УЕФА, наивысшем достижением является стадия 1/8 финала в сезоне 2012/2013.
Статья содержит основную информацию о завоёванных клубом трофеях, его лучших бомбардирах и игроках с наибольшим количеством матчей, об итоговых достижениях во всех официальных соревнованиях и статистике тренерских карьер. Также приводятся списки крупнейших побед и поражений, рекордные трансферные суммы, статистика по количеству зрителей и др.
Действующим рекордсменом клуба по количеству сыгранных матчей является Руслан Агаларов (429 матча), а лучшим бомбардиром — Ибрагим Гасанбеков (156 голов).
Терминология
- Лига — Премьер-лига, Первый Дивизион, Вторая лига ПФЛ.
- Еврокубки — Лига Европы УЕФА.

## Трофеи

### Национальные
- Премьер-лига
  -  Бронзовый призер: 2012/13
- Первый дивизион России
  -  Чемпион: 1999, 2009
- Второй дивизион России
  -  Чемпион: 1993
  -  Вице-чемпион: 1996
- Кубок России
  -  Финалист: 2000/01, 2012/13

### Международные
- Лига Европы УЕФА
  - 1/8 финала: 2012/13, 2013/14

## Выступления

### Индивидуальные рекорды игроков
- Наибольшее количество выступлений в общей сложности — 429, Руслан Агаларов, с 1993 по 2005 и с 2007 по 2008 год.
- Наибольшее количество выступлений в чемпионате — 410, Руслан Агаларов, с 1993 по 2005 и с 2007 по 2008 год.
- Наибольшее количество выступлений в Кубке России — 18, Руслан Агаларов, с 1993 по 2005 и с 2007 по 2008 год.
- Наибольшее количество выступлений в еврокубках:
  - 16, Жоао Карлос, с 2011 года.
  - 16, Самюэль Это'о, с 2011 года.
- Наибольшее количество выступлений матчей подряд —
- Наибольшее количество выступлений матчей подряд в чемпионате —
- Наибольшее количество выступлений в одном сезоне — 44, Самюэль Это'о, 2012/2013.
- Наибольшее количество выступлений за сборную России —

### Игроки с наибольшим количеством матчей
Учитываются только матчи, сыгранные на профессиональном уровне. Действующие игроки «Анжи» выделены полужирным шрифтом.
| # | Игрок              | Период    | Лига | Кубок | Еврокубки | Итого |
| - | ------------------ | --------- | ---- | ----- | --------- | ----- |
| 1 | Руслан Агаларов    | 1993—2008 | 410  | 18    | 1         | 429   |
| 2 | Расим Тагирбеков   | 2002—2016 | 308  | 16    | 12        | '336  |
| 3 | Ибрагим Гасанбеков | 1992—1999 | 236  | 5     | 0         | 241   |
| 4 | Нарвик Сирхаев     | 1997—2001 | 230  | 9     | 1         | 240   |
| 5 | Эльдар Мамаев      | 2001—2010 | 206  | 6     | 0         | 212   |
| 6 | Эмин Агаев         | 1993—1998 | 185  | 0     | 0         | 185   |
| 7 | Будун Будунов      | 1995—2003 | 168  | 7     | 0         | 175   |
| 8 | Шамиль Лахиялов    | 2003—2007 | 154  | 12    | 7         | 173   |
| 9 | Илья Абаев         | 2005—2010 | 168  | 0     | 0         | 168   |
| = | Игорь Гетман       | 1993—1997 | 168  | 0     | 0         | 168   |

## Голевые статистика и рекорды

### Индивидуальные рекорды игроков
- Наибольшее количество голов за всю историю клуба — 156, Ибрагим Гасанбеков, с 1992 по 1999 год.
- Наибольшее количество голов в сезоне — 35, Ибрагим Гасанбеков, сезон 1996.
- Наибольшее количество голов в чемпионате — 149, Ибрагим Гасанбеков, сезон 1996.
- Наибольшее количество голов в чемпионате за сезон — 34, Ибрагим Гасанбеков, сезон 1996.
- Наибольшее количество голов в Кубке России — 7, Ибрагим Гасанбеков, с 1992 по 1999 год.
- Наибольшее количество голов в Кубке России за сезон —
- Наибольшее количество голов в еврокубках — 9, Самюэль Это'о, сезон 2012/2013.
- Наибольшее количество голов в еврокубках за сезон — 9, Самюэль Это'о, сезон 2012/2013.
- Наибольшее количество хет-триков —
- Наибольшее количество забитых пенальти —

### Игроки с наибольшим количеством голов
Учитываются только матчи, сыгранные на профессиональном уровне. Действующие игроки «Анжи» выделены полужирным шрифтом.
| #  | Игрок              | Период    | Лига | Кубок | Еврокубки | Всего |
| -- | ------------------ | --------- | ---- | ----- | --------- | ----- |
| 1  | Ибрагим Гасанбеков | 1992—1999 | 149  | 7     | 0         | 156   |
| 2  | Нарвик Сирхаев     | 1997—2001 | 58   | 4     | 0         | 62    |
| 3  | Руслан Агаларов    | 1993—2008 | 47   | 1     | 0         | 48    |
| 4  | Будун Будунов      | 1995—2003 | 37   | 0     | 0         | 37    |
| 5  | Шамиль Лахиялов    | 2003—2007 | 34   | 2     | 1         | 37    |
| 6  | Самюэль Это'о      | 2011—     | 23   | 2     | 9         | 34    |
| 7  | Гаджи Баматов      | 1993—1997 | 24   | 0     | 0         | 24    |
| 8  | Николай Жосан      | 2008—2010 | 23   | 0     | 0         | 23    |
| 9  | Магомед Адиев      | 1996—1998 | 20   | 0     | 0         | 20    |
| 10 | Расим Тагирбеков   | 2002—2016 | 20   | 0     | 0         | 20    |

### Лучшие бомбардиры чемпионата
| № | Сезон | Игрок              | Голы |
| - | ----- | ------------------ | ---- |
| 1 | 1993  | Ибрагим Гасанбеков | 30   |
| 2 | 1996  | Ибрагим Гасанбеков | 33   |

## Клубные рекорды

### Первые матчи
- Первый матч в истории: 12 мая 1991
- Первая победа:
- Первый гол в чемпионате —
- Первый матч в Кубке России:
- Первый домашний матч в Кубке России:
- Первый матч в Кубке Футбольной лиги:
- Первый матч в еврокубках:
- Первый матч в Лиге Европы УЕФА:
- Первый домашний матч в Лиге Европы УЕФА:
- Первые сто голов за сезон —

### Результаты

#### Рекордные победы
- Рекордная победа — 9:0, против «Урарту», Вторая лига ПФЛ, 23 июня 1993.
- Рекордная победа в чемпионате — 9:0, против «Урарту», 23 июня 1993.
- Рекордная победа в Кубке России — 8:0, против «Спартак-Нальчик», 30 июня 1996.
- Рекордная победа в еврокубках — 5:0, против «АЗ», Лига Европы УЕФА, Раунд плей-офф, 30 августа 2012.
- Наиболее длинная беспроигрышная серия в чемпионате —
- Наиболее длинная безвыигрышная серия в чемпионате —
- Наибольшее количество побед в сезоне — 28 в 38 матчах, Вторая лига ПФЛ, сезон 1996.
- Наименьшее количество побед в сезоне — 5 в 30 матчах, Премьер-лига, сезон 2002.

#### Рекордные ничьи
- Рекордная ничья —
- Наибольшее количество ничьих в сезоне —
- Наименьшее количество ничьих в сезоне —
- Наиболее длинная серия ничьих в чемпионате —

#### Рекордные поражения
- Рекордное поражение —
- Рекордное поражение в чемпионате —
- Рекордное поражение в Кубке России —
- Рекордное поражение в еврокубках —
- Рекордное поражение в Лиге Европы УЕФА —
- Наиболее длинная серия проигрышей в чемпионате —
- Наиболее длинная безвыигрышная серия матчей —
- Наиболее длинная беспроигрышная серия матчей —
- Наиболее длинная беспроигрышная серия домашних матчей —
- Наибольшее количество проигранных матчей в сезоне —
- Наименьшее количество проигранных матчей в сезоне —

### Голы
- Наибольшее количество голов, забитых в одном матче —
- Наибольшее количество голов, пропущенных в одном матче —
- Наибольшее количество голов, забитых в одном сезоне —
- Наименьшее число мячей, забитых в одном сезоне —
- Наибольшее количество пропущенных голов в одном сезоне —
- Наименьшее количество пропущенных голов в одном сезоне —
- Наименьшее количество пропущенных голов в домашних матчах за сезон —
- Наименьшее количество пропущенных голов в выездных матчах за сезон —

### Очки
- Наибольшее количество очков за сезон (3 за победу) —
- Наименьшее количество очков за сезон (3 за победу) —

### Матчи в сухую
- Наибольшее число «сухих» матчей за сезон —
- Наименьшее число «сухих» матчей за сезон —
- Наибольшее число «сухих» матчей за сезон в чемпионате —
- Наименьшее число «сухих» матчей за сезон в чемпионате —
- Наибольшее число «сухих» матчей за сезон подряд —
- Наибольшее число «сухих» матчей для голкипера —
- Наибольшее число «сухих» матчей для голкипера за сезон —
- Наибольшее число «сухих» матчей для голкипера за сезон в чемпионате —
- Наибольшее число «сухих» матчей за сезон подряд для голкипера —
- Наибольшее число «сухих» матчей для голкипера за сезон в Премьер-лиге —

## Индивидуальные рекорды тренеров
- Наиболее длинная тренерская карьера (по времени) —
- Наиболее длинная тренерская карьера (по количеству матчей) —
- Наибольшее количество трофеев —

## Трансферы
Сумма трансфера приводится в евро.

### Рекордные уплаченные суммы
|    | Игрок             | Откуда          | Сумма      | Дата |
| -- | ----------------- | --------------- | ---------- | ---- |
| 1  | Виллиан           | Челси           | 35 000 000 | 2012 |
| 2  | Самюэль Это'о     | Интернационале  | 27 000 000 | 2011 |
| 3  | Александр Кокорин | Динамо М        | 19 000 000 | 2013 |
| 4  | Ласина Траоре     | Траоре          | 18 000 000 | 2012 |
| 5  | Игорь Денисов     | Зенит           | 15 000 000 | 2013 |
| =  | Юрий Жирков       | Челси           | 15 000 000 | 2011 |
| 7  | Кристофер Самба   | Блэкберн Роверс | 14 000 000 | 2011 |
| =  | Балаж Джуджак     | ПСВ             | 14 000 000 | 2011 |
| 9  | Кристофер Самба   | КПР             | 11 600 000 | 2013 |
| 10 | Жусилей           | Коринтианс      | 10 000 000 | 2011 |

### Рекордно полученные суммы
|    | Игрок             | Откуда    | Сумма      | Дата |
| -- | ----------------- | --------- | ---------- | ---- |
| 1  | Виллиан           | Челси     | 38 000 000 | 2013 |
| 2  | Александр Кокорин | Динамо М  | 19 000 000 | 2013 |
| 3  | Балаж Джуджак     | Динамо М  | 19 000 000 | 2011 |
| 4  | Мубарак Буссуфа   | Локомотив | 15 000 000 | 2013 |
| 5  | Игорь Денисов     | Динамо М  | 15 000 000 | 2013 |
| 6  | Кристофер Самба   | КПР       | 15 000 000 | 2012 |
| 7  | Лассана Диарра    | Локомотив | 12 000 000 | 2013 |
| 8  | Юрий Жирков       | Динамо М  | 11 000 000 | 2013 |
| 9  | Кристофер Самба   | Динамо М  | 10 000 000 | 2013 |
| 10 | Владимир Габулов  | Динамо М  | 7 000 000  | 2013 |